# Ida van Leeuw

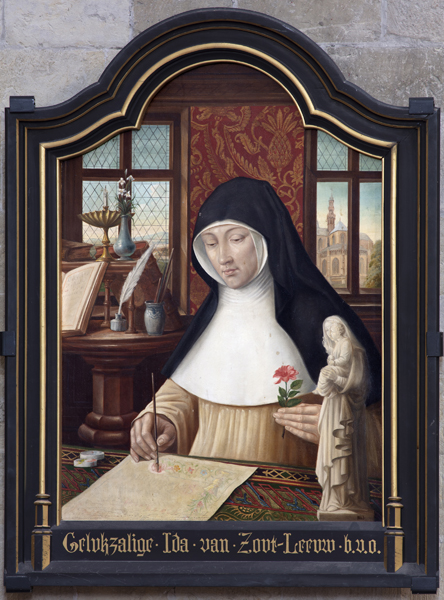
Ida van Leeuw (Sint-Leonarduskerk (Zoutleeuw), geschilderd door Lodewijk Beyaert)

Ida van Leeuw is een heilige die geboren werd te Gors-Opleeuw en stierf omstreeks 1260.
Ida's ouders waren Giselbert en Ida van Leeuw. Ida werd opgevoed door de begijnen te Borgloon en trad op 13-jarige leeftijd toe tot de Cisterciënzerinnenabdij te Rameige (Nederlands: Rameien), tegenwoordig Klein-Geten. Zij was een mystica, die een grote godsvrucht voor de eucharistie ontwikkelde. Zij beschreef nauwgezet haar spirituele ontwikkeling. Een van haar medezusters was Ida van Nijvel.
Ida meende dat haar naam aanspoorde tot godsvruchtig leven. De I stond voor het rechte pad, de D voor Deus (God) en de A voor Amor (liefde).
De feestdag van Ida van Leeuw is 29 oktober. Ook op 21 november is er een feestdag.
Ten onrechte werd vroeger aangenomen, dat deze Ida afkomstig zou zijn uit Zoutleeuw, waar ook een begijnhof was.
Deze Ida van Leeuw moet niet verward worden met Ida van Leuven (ook: Ida van Rameige), die ook wel Ida van Leeuw genoemd wordt en ook cisterciënzerin was.

## Opmerking
Men spreekt in dit verband wel over de drie Ida's die allen omstreeks de 13e eeuw leefden en allen mystica waren:
- Ida van Nijvel
- Ida van Leuven
- Ida van Leeuw

## Externe bron
- Heiligennet
- Heiligenlexikon
- Walter Simons: Cities of Ladies: Beguine Communities in the Medieval Low Countries, 1200-1565, p. 175.